# Авария на шахте «имени Л. Д. Шевякова»
Авария на шахте «имени Л. Д. Шевякова» — техногенная катастрофа, произошедшая на шахте имени Л. Д. Шевякова АО УК «Кузнецкуголь» в городе Междуреченск Кемеровской области 1 декабря 1992 года. В результате катастрофы погибли 25 горняков.

## Хронология событий
- В 5 часов 10 минут произошёл взрыв газа метана в верхней части лавы 3-0-1-6 III уклонного поля во время работы комбайна по выемке угля. Взрыв метана инициировал взрыв угольной пыли в прилегающих к лаве выработках и пожар[2].
- В 5 часов 17 минут дежурный по шахте вызвал оперативный взвод ВГСО ВГСЧ Кузбасса[2].
- В 5 часов 22 минуты на шахту прибыли два подразделения оперативного взвода, которые были направлены по исходящей струе выработки лав 3-0-1-1 и 3-0-1-7 для спасения людей. Характер и объем повреждений не позволил отделениям проникнуть в вышеуказанные лавы[2].
- В 5 часов 50 минут были вызваны два отделения 18-го ВГСО[2].
- С 1 по 9 декабря во время ведения горноспасательных работ на шахте произошло еще 16 взрывов[2].
- 16 декабря работы по извлечению останков погибших были остановлены из-за отсутствия финансовых средств и горнотехнических причин — наличие окиси углерода, метана, значительных объёмов работ, сроки окончания которых могли быть удлинены на 10 лет[2].

## Расследование
Для расследования причин аварии и оказания помощи пострадавшим и семьям погибших шахтёров по распоряжению Правительства № 2201-р от 01.12.1992 года была создана Правительственная комиссия под председателем первого заместителя министра топлива и энергетики РФ А. А. Евтушенко. С участием приглашенных специалистов комиссия с 01.12.1992 по 20.01.1993 год произвела специальное расследование аварии.
По данным лабораторного анализа о состоянии рудничной атмосферы на момент первого спуска ВГСО, комиссия пришла к выводу, что на первом этапе аварии было три жизнеугрожающих фактора:
1. Высокая концентрация метана, углекислого газа, окиси углерода.
2. Высокая температура возникшая при взрыве и вызывающая ожоги не совместимые с жизнью.
3. Взрыв, который приводит к баротравме легочной ткани и мгновенной смерти.

## Причины аварии
По характеру обрушения выработок, направлению опрокидывания крепи и движению ударной волны, в 5 часов 10 минут 01.12.1992 произошёл взрыв газа метана в верхней части лавы 3-0-1-6 уклонного поля III во время работы комбайна по выемке угля. Взрыв метана инициировал взрыв угольной пыли в прилегающих к лаве выработках и пожар.
Накопление метана до взрывной концентрации произошло в верхней части лавы по одной из следующих, наиболее вероятных причин:
1. интенсивное выделение метана из свежеобнаженной поверхности почвы пласта в количестве до 1,5 м³ в минуту в процессе выемки угля комбайном
2. интенсивное выделение метана из забоя и пачки угля в кровле в верхней части лавы произошло в зоне геологического нарушения. В сочетании с недостаточным проветриванием этой части лавы, вследствие сложной конфигурации сопряжения с вентиляционным штреком из-за наличия указанного геологического нарушения, образовалось местное слоевое скопление метана повышенной концентрации
3. выдавливание метана из выработанного пространства вследствие облома (обрушения) основной кровли в верхней части лавы

Вероятными источниками воспламенения метана могли быть:
1. повреждения электрического кабеля, питающего комбайн или не исправность других элементов электропривода комбайна
2. Фрикционное искрения при ударе вращающихся рабочих органов очистного комбайна о куски породы, вывалившиеся с кровли в зоне геологического нарушения
3. Накопление угольной пыли до взрывной концентрации в прилегающих выработках обусловлено отсутствием мероприятий по пылевзрывозащите на участке №1.

Также комиссия отметила, что утяжелению последствий аварии и затруднению ведения спасательных работ способствовало:
1. Ведение работ в уклонном поле при отсутствии фланговых уклонов, предусмотренных проектом института «Сибгипрошахт» по 1 очереди реконструкции шахты, затягивание работ по переходу на бремсберговую схему проведения выемочных полей.
2. Пластовая подготовка уклонного поля по пласту III, опасному по самовозгоранию, что не соответствует требованиям Правилам безопасности в отношении вскрытия выемочных полей.
3. Ослабление трудовой дисциплины, которая подтверждалась фактами изъятия из спецодежды рабочих курительных принадлежностей и нахождения на рабочих местах и помещении АБК отдельных работников шахты в нетрезвом состоянии.
4. Нестабильность кадрового состава, в особенности руководящего звена. За последние три года трижды сменился директор и главный инженер шахты. Шесть раз сменился заместитель директора по производству. Четырежды главный механик и трижды начальник участка ВТБ.

## Последствия
В результате действия взрывной волны и ядовитых газов пострадало 25 человек. Тела двоих выданы из шахты с горизонта + 260 м без признаков жизни. Тела остальных 23 горняков не были извлечены из горных выработок. Комиссией принято решение затопить шахту.
Во время проведения спасательной операции 5 отделений горноспасателей застигнуто повторными взрывами. В результате 7 человек получили легкие ушибы и ожоги.
20 августа 1996 года открыт памятник погибшим горнякам.
В соответствии с постановлением правительства РФ от 10.02.1997 года № 151 «О ликвидации шахты „им. Л. Д.Шевякова“» издан приказ Минтопэнерго от 31.03.1997г. 392 о ликвидации шахты. С момента вступления в ликвидацию шахта вышла из состава АООТ УК «Кузнецкуголь» и вошла в подчинение Минтопэнерго РФ, с 17.05.2000 года Министерства энергетики РФ (указ президента РФ от 17.05.2000 № 867).